# アカアシミツユビカモメ
アカアシミツユビカモメ（赤足三趾鴎、Rissa brevirostris）は、チドリ目カモメ科ミツユビカモメ属に分類される鳥類の一種。

## 分布
北太平洋
アリューシャン列島、コマンドル諸島、プリビロフ諸島など（繁殖地は6か所が確認され、最大の繁殖地はプリビロフ諸島のセント・ジョージ島）で繁殖し、アラスカ湾やベーリング海周辺の北太平洋で越冬する。日本では冬季にまれな冬鳥、迷鳥として飛来した例（北海道、利根川河口）がある。

## 形態
全長35-40cm。翼開長85-92cm。頭部や胴体下面は白い羽毛で被われ、尾羽の色彩も白い。背中や翼は青みがかった濃灰色の羽毛で被われ、初列風切の先端は黒い。
額は盛りあがり、頭頂は平坦。眼は大型で、薄暮時や夜間でも活動できる。嘴は太くて短い。種小名brevirostrisは「短い嘴の」の意。嘴の色彩は黄色。後肢は非常に短く、色彩は赤い。
幼鳥は嘴の色彩が黒く、後肢の色彩が黄色や褐色。冬羽は頬に黒や暗灰色の斑紋、後頭に灰色の斑紋が入る。若鳥は初列風切の内側や次列風切の色彩が白い。

## 生態
外洋に生息する。繁殖期以外で陸地に接近することは少ない。
食性は動物食で、魚類、軟体動物などを食べる。海面に浮かびながら頭部だけを海中に入れて獲物を捕えるが、潜水して獲物を捕らえることもある。薄明時や夜間にも採食を行うと考えられており、日照時間の短い高緯度地域における適応と考えられている。
繁殖形態は卵生。大規模な集団繁殖地（コロニー）を形成する。岸壁などに泥や枯草などを踏み固めた皿状の巣を作り、1回に1個（以前は1回に2-3個だったとされる）の卵を産む。

## 人間との関係
漁業による競合（およびそれに伴う一腹卵数の減少、繁殖率の低下）などにより生息数は激減している。アリューシャン列島の繁殖地では生息数が増加傾向にある。しかし最大の繁殖地であったプロビロフ諸島では1970年代における生息数は約220,000羽と推測されていたが、1990年代における生息数は約半数に激減している。アラスカ州では政府によって一部の繁殖地への接近や上陸が禁止されている。

## ギャラリー

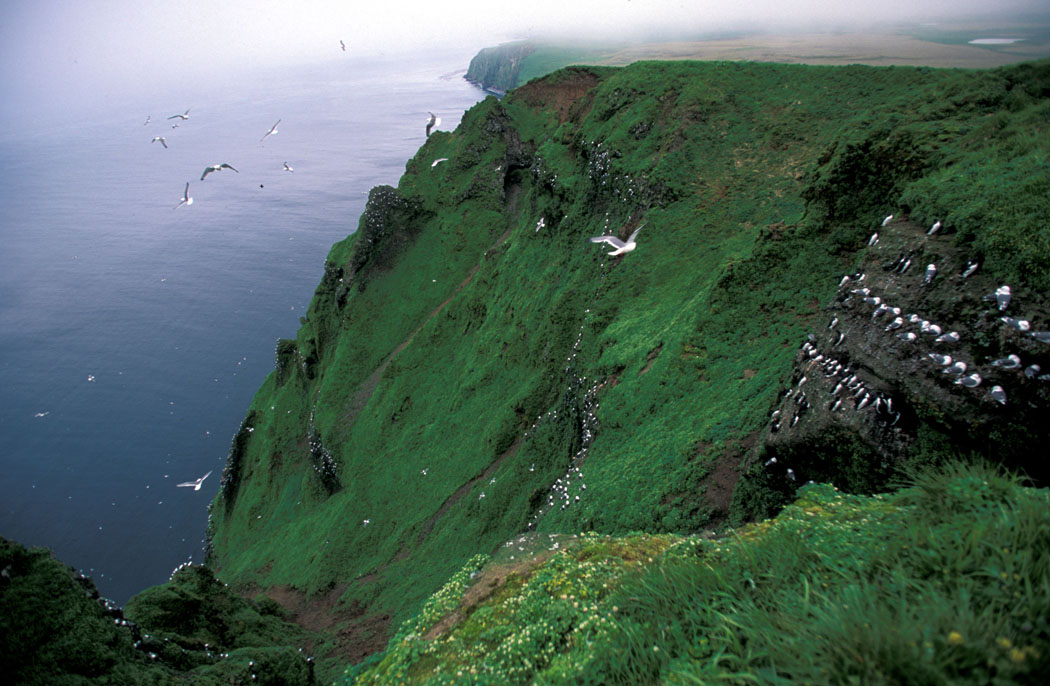
コロニー
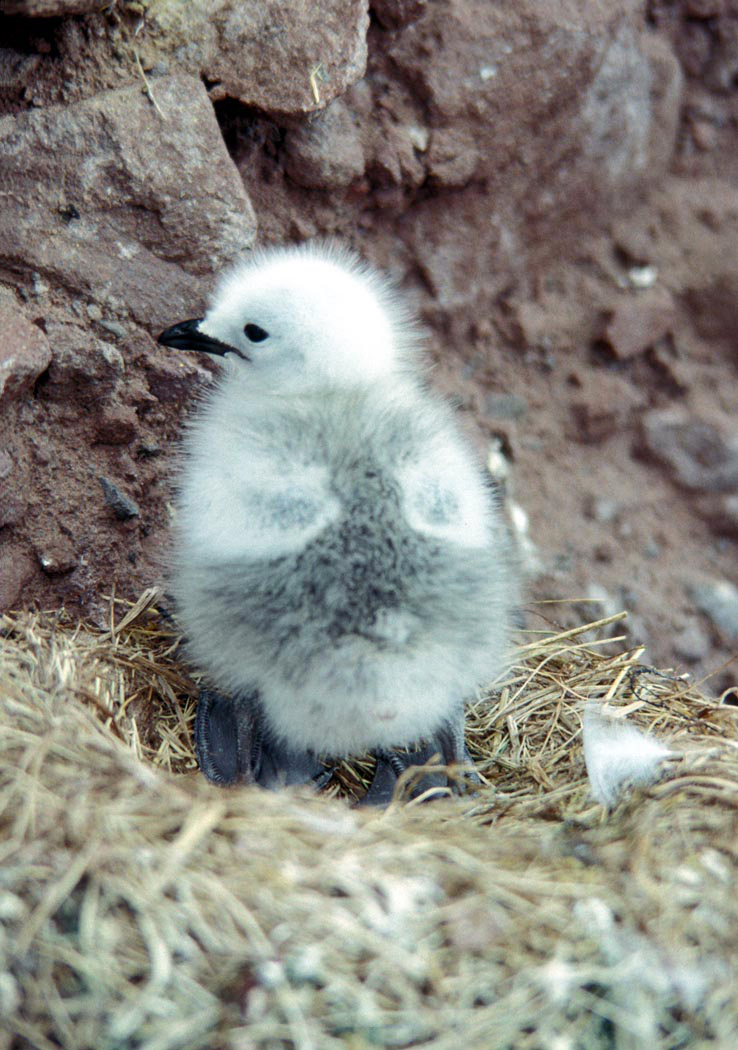
雛